# Athanasius Yeshu Samuel
Mor Athanasius Yeshu Samuel (Tur Abdin, 25 december 1909 - New Jersey, 16 april 1995) was de eerste aartsbisschop van de Syrisch-orthodoxe Kerk in de Verenigde Staten en Canada. Hij is vooral bekend vanwege zijn centrale rol bij de vondst van de Dode Zee-rollen.

## Levensloop
Yeshu (Syrisch voor Jezus) Samuel werd geboren op 25 december 1909 in Tur Abdin, een regio in zuidoost Turkije. Als kind verloor hij zijn vader, die aan cholera leed. Zijn moeder stuurde Yeshu tijdens de Aramese Genocide naar zijn oom Josef. Ook zijn oom kwam vroeg te overlijden, nadat hij aangevallen werd door guerrilla's. Met zijn moeder, vluchtte hij vervolgens naar Jeruzalem.

## Pastorale leven
In Jeruzalem werd hij onderwezen in een Syrisch-orthodox klooster. Nadat hij monnik werd, werd hij de secretaris van de toenmalige patriarch Ignatius Elias III. In 1932 werd Samuel gewijd tot priestermonnik.
In december 1946 werd Samuel gewijd tot aartsbisschop door patriarch Ignatius Efrem I. Daarmee werd hij Metropoliet van Palestina en Trans Jordanië. Elf jaar later in 1957 werd Samuel aangesteld als de eerste aartsbisschop van de Verenigde Staten en Canada, nadat hij in 1949 Jeruzalem verliet.
In 1995 overleed Samuel in New Jersey. Hij werd na zijn dood overgevlogen naar Nederland, omdat hij in 1993 Nederland als zijn laatste rustplaats koos. Hij is bijgezet in het mausoleum van het Syrisch-orthodoxe klooster St. Efrem de Syriër in het Twentse dorpje Glane.

## Dode Zee-rollen
In 1947 kreeg Samuel de pas ontdekte Dode Zee-rollen in handen. Nadat hij eerst vernomen had van de vondst van "oude manuscripten", kreeg hij het voor elkaar om de rollen ook daadwerkelijk te zien. De rollen werden hem aangeboden door Khalil Iskander Shahin, bijgenaamd "Kando". Kando had de rollen eerder van een Bedoeïen gekocht. Na observering van de rollen, bleek het inderdaad om oude manuscripten te gaan. Samuel toonde interesse in de rollen en bood aan deze te kopen. Totdat er een prijs werd afgesproken, werden de rollen bij een derde partij bewaard. Deze derde partij bleek George Esha'yo te zijn, een Syrische christen van Samuels gemeenschap. Uiteindelijk kreeg Samuel de manuscripten in zijn bezit. Hij liet ze eerst aan de Nederlandse syroloog en archeoloog Jan van der Ploeg zien, door ze later in 1949 mee te nemen naar de Verenigde Staten. Hier kochten joden deze rollen om ze aan hun net opgerichte natie terug te schenken.